# Dröbischau
Dröbischau – dzielnica miasta Königsee w Niemczech, w kraju związkowym Turyngia, w powiecie Saalfeld-Rudolstadt. Do 31 grudnia 2018 jako samodzielna gmina wchodziła w skład wspólnoty administracyjnej Mittleres Schwarzatal.